# Lamar McHan
(en) Statistiques sur pro-football-reference
Clarence Lamar McHan (né le 16 décembre 1932 - décès le 23 novembre 1998) est un joueur américain de football américain évoluant au poste de quarterback pour les Cardinals de Chicago, les Packers de Green Bay, les Colts de Baltimore, les 49ers de San Francisco et les Argonauts de Toronto entre 1954 et 1965.